# Gastronomía de Oriente Medio

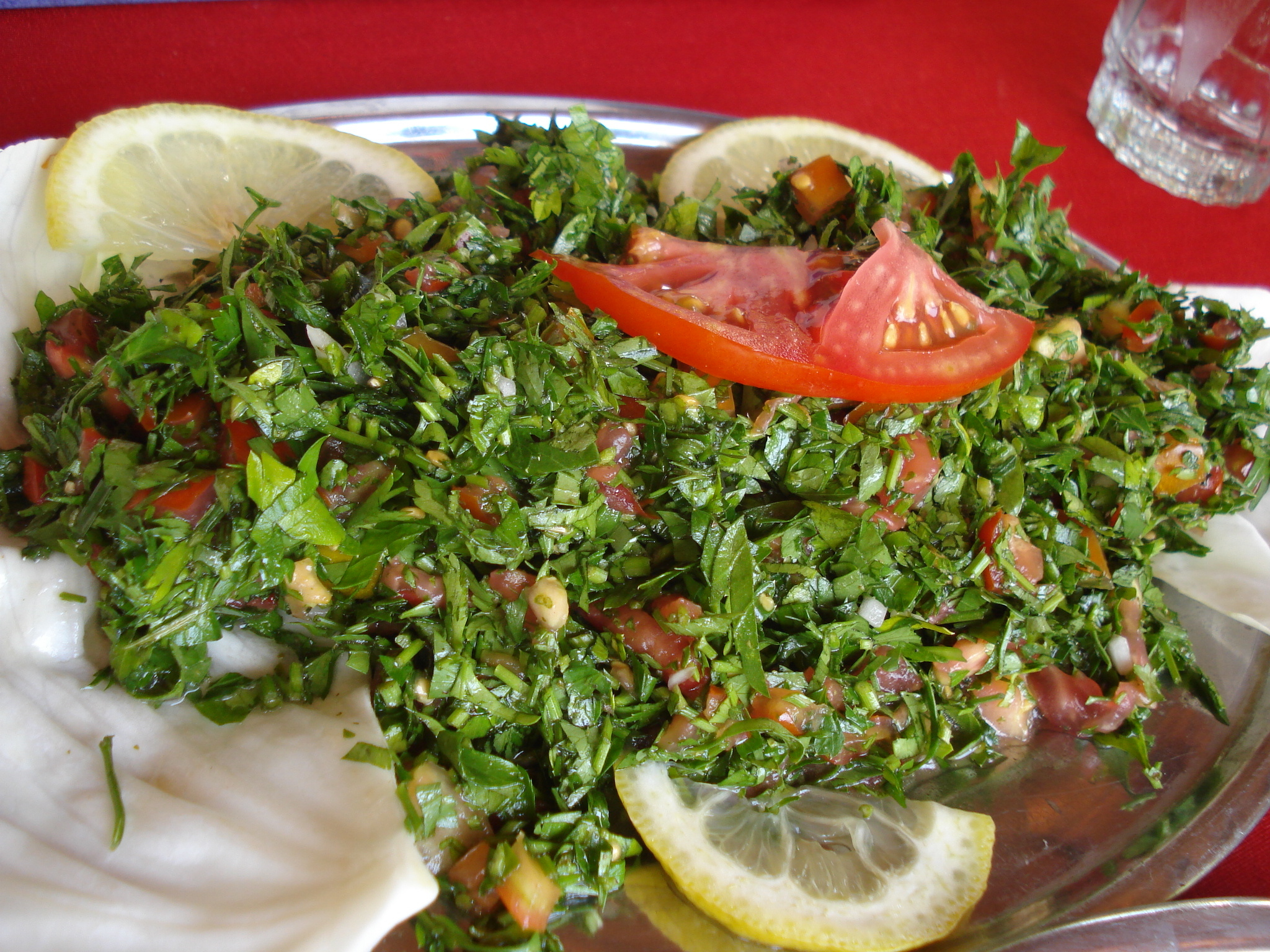
Tabule.

La Gastronomía de Oriente Medio es una mezcla de diferentes estilos, entre los que se encuentran la cocina mediterránea y parte de la cocina del Magreb. Forma parte de la denominada cocina árabe, aunque algunas cocinas de Oriente Medio no están incluidas en el mundo árabe, como las de Irán, Armenia y Palestina. Estas cocinas tienen la característica de tener muchas variantes en sus platos, debido a la cercanía de los países que la componen y de que la mayoría de la población tienen en común la lengua árabe. Se puede decir que el clima condiciona y auna este conjunto de gastronomías territoriales debido a que es fundamentalmente seco en la mayoría del territorio.

## Ingredientes
No existen ingredientes que predominen y que caractericen todo el Oriente Medio, pero es bien cierto que algunos dan carácter a ciertas partes: por ejemplo el cuscús que caracteriza a la cocina del Magreb. Entre los cereales se encuentra el trigo, la cebada y el centeno, los cuales son empleados en la elaboración de diferentes panes, comopanes planos (el más habitual), panes rellenos populares como el börek, y otros elaborados con tiras como el yufka. También muy popular el arroz, el cual posee  numerosas formas de preparación. La pasta es frecuente en forma de Macarona.
En el terreno de las carnes las aves son apreciadas, sobre todo las de caza. El cordero también está presente se encuentra presente, debido a la abstinencia religiosa que impone, el Islam y el judaísmo. La carne de cerdo es minoritaria en los platos de Oriente Medio y la escasez de pastos hace que la carne de vaca no sea muy habitual. Los productos lácteos solo se ven frecuentemente en las cocinas meridionales, como en Turquía y Grecia. Lo mismo se puede decir de preparaciones tan mediterráneas como los mezze (aperitivos) que aparecen en casi todas las cocinas mediterráneas, sobre todo las orientales. Es muy frecuente ver diferentes platos preparados con encurtidos (Mekhalel) típicos de las tribus que viven en el desierto. 
Entre las especias más típicas usadas en los platos de las cocinas de Oriente Medio está el coriandro (semillas) o sus hojas (cilantro), el azafrán, zumaque, menta, etc. En algunos casos existen mezclas como el baharat iraní (7 especias) o el marroquí ras al hanut (27 especias).

## Costumbres
Una de las costumbres que marcan a estas cocinas es la hospitalidad con la que se ofrece al viajero la comida. 

## Países
- Gastronomía de Afganistán
- Gastronomía Árabe
- Gastronomía de Armenia
- Cocina de Azerbaiyán
- Gastronomía de Siria
- Gastronomía de Egipto

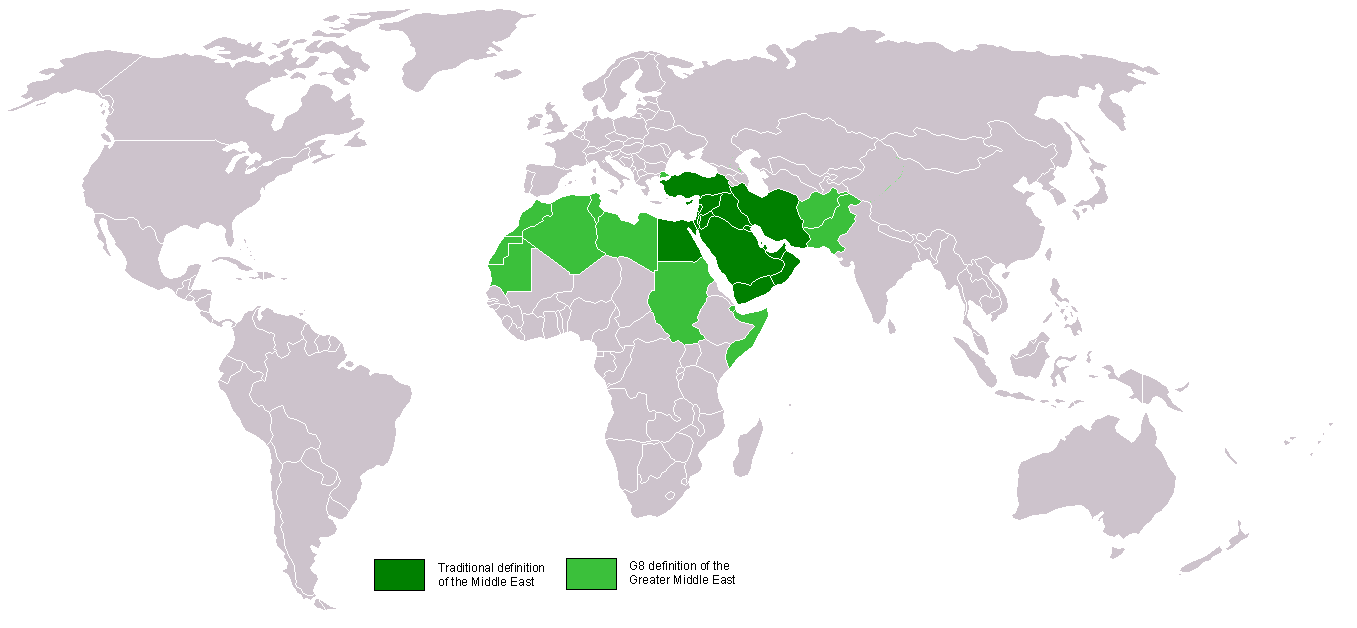
Mapa de Oriente Medio en el concurren varias defiiniciones.

- Gastronomía de Grecia (Parcialmente)
- Gastronomía de Israel
- Gastronomía de Irak
- Gastronomía de Irán
- Gastronomía del Líbano
- Gastronomía de Jordania
- Gastronomía de Marruecos
- Gastronomía del Norte de África
- Gastronomía de Palestina
- Gastronomía de Turquía (Parcialmente)
- Gastronomía del Yemen
- Gastronomía de Georgia